# میل کرات
میل کرات نام یک مناره تاریخی در ۲۵ کیلومتری جنوب تایباد در استان خراسان رضوی است که بر بالای تپه‌ای نسبتاً بلند در کنار گورستان روستایی به همین نام قرار دارد. این بنا با ارتفاع ۲۵ متر و محیط قاعده ۲۰ متر از فاصله ۸ کیلومتری قابل مشاهده است. این میل علامتی برای راهنمایی کاروان‌ها و مسافران تجاری و بازرگانی بوده‌است.
شکل ظاهری مطبق این مناره، با دیگر مناره‌ها مقداری تفاوت دارد و بسیار شبیه مناره جام در شرق شهر هرات است. میل کرات که در سال ۱۳۱۰ به شماره ۱۲۳ در فهرست آثار ملی ایران ثبت شده، ساختاری دو قسمتی شامل بخش زیرین به شکل هشت‌ضلعی دارد و بخش بالایی آن به صورت استوانهای و از آثار دوره سلجوقی است.
وجود این میل بر سر راه یکی از شاخه‌های اصلی شاهراه‌های خراسان که روزگاری قائن را به خواف و تایباد و پوشنگ و هرات وصل می‌کرده و کتیبه‌های آجری با خط کوفی‌اش حکایت از قدمت آن (دوره سلجوقی یا قبل از مغول) دارد.

## میل (مناره) در ایران
میل‌ها یا مناره‌ها ساختمان‌هایی در کنارهٔ جاده‌ها بودند که از دور قابل دیدن بوده و برای راهنمایی مسافران ساخته می‌شدند. گاهی شب‌ها بر فراز آن‌ها آتش می‌افروختند. این خود می‌تواند توجیه‌کنندهٔ وجه تسمیه مناره باشد. مناره یعنی جای نور یا نار (آتش).
در گذشته به ستون یا مناره‌ای مخروطی شکل که در اصل آن را به عنوان نشانه و علامت برای تعیین مسافت در جاده‌ها نصب می‌کردند تا فاصله را برحسب میل (واحد اندازه‌گیری در قدیم) نشان دهد میل می‌گفتند. بعدها به هر بنای یادبود شبیه به مناره و برج نیز میل می‌گفتند.

## موقعیت مکانی
روستای کرات در ۵۲ کیلومتری جنوبی تایباد به خواف و بر کناره راهی قدیمی قرار دارد و از اهمیت زیادی برخوردار بوده‌است. به فاصله کمی از روستای کرات منطقه‌ای باستانی وجود دارد که مسلماً آبادی قدیمی کرات در آنجا قرار داشته‌است. بنای مناره‌ای در آن نقطه برجای مانده به میل کرات معروف است. محل دقیق بنای میل در ۱۰۰ متری جنوب غرب روستاست.
رباط سنگی، که بقایای آن به فاصله کمی از میل تاریخی کرات و آن سوی جاده تایباد به خواف قرار دارد، در گذشته توقف‌گاه کاروانیان و مسافران این ناحیه بوده‌است قرائن معماری و آوارهای باقی مانده از رباط نشان می‌دهد ورودی بنا دارای طاقی سرپوشیده بوده که به حیاط مرکزی آن منتهی می‌شده و آبگیری سنگی نیز برای تأمین آب مصرفی کاروان‌ها و احشام در آن وجود داشته‌است. سفال‌های پراکنده پیرامون این رباط سنگی مؤید سکونت از دوره سلجوقی تا دوران تیموری است.

## شکل ظاهری سازه

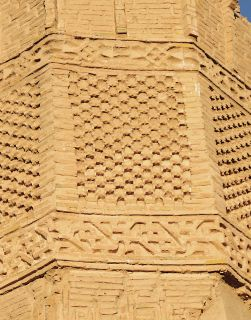
جزئیات گره‌چینی بالای ساقه هشت‌ضلعی میل

ساخت بنا در دوره سلجوقیان و در قرن پنج هجری شمسی و بنا به نوشته سایت selcuklumirasi.com در سال ۱۱۰۶ میلادی برابر با ۴۸۴ هجری شمسی انجام گرفته‌است. برخلاف این‌که امروزه شاهد مناره‌ای منفرد هستیم ولی وجود بالکن در بالای میل می‌تواند نشانهٔ اذانگویی از بالای مناره در گذشته‌ها باشد. از سوی دیگر موقعیت مناره در بالای تپه هم نشان‌دهنده نوعی هدایتگر کاروان‌ها یا نوعی فانوس صحرایی در گذشته بوده‌است.
ساقه میل به ارتفاع ۲۵ متر دارای ساختاری دو قسمتی است که نمای ظاهری آن در بخش تحتانی (پایه میل) با بلندی ۱۵ متر به صورت هشت ضلعی و بخش فوقانی آن به طول ۱۰ متر استوانهای است. امروزه پایهٔ این میل تکان خورده‌است و تارکش
شکسته و بنای ۱۵ متری درنتیجهٔ یک زلزله به‌طور نگران‌کنندهای به‌طرف غرب خمیده‌است.
از جمله تزیینات معماری این میل می‌توان به وجود گره‌چینیهای آجری و بقایایی از یک کتیبه مَعقِلی اشاره کرد. ویژگی‌های این بنای تاریخی اسلوب معماری دوره سلجوقی را به همراه دارد. در اطراف میل آثار آبادی نمایان است و سفال‌های اطراف آن تمدن دوره سلجوقی و بعد را نشان می‌دهد. بنا تماماً از آجر با ملات ماسه و گچ ساخته شده‌است. در بخش انتهایی این میل بقایای موسوم به شرفه دیده می‌شود و قسمت‌هایی از تزیینات زیر شرفه و پایه‌های چوبی آن هنوز باقی مانده‌است. از جبهه غربی میل درگاهی باز است که برای دسترسی به روی شرفه استفاده می‌شده و کتیبه آجری آن به خط کوفی قابل خواندن نیست اما معماری آن به سبک دوره سلجوقی است.
در بخش میانی بنا کتیبه‌ای به خط کوفی در نواری عریض اطراف میل را فرا گرفته که متأسفانه بر اثر عوامل طبیعی به شدت آسیب دیده‌است، ولی بخش ابتدایی آن به این صورت است: «بسمله امر ببناء هذا المنارة الشیخ …»

## در کتاب‌های سفرنامه

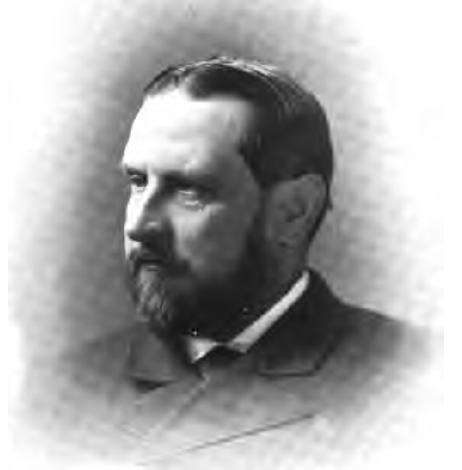
چارلز ادوارد استوارت

چارلز ادوارد استوارت (به انگلیسی: Charles Edward Stewart)، که در دوره سلطنت ناصرالدین شاه به ایران سفر کرد نیز در کتاب خود «گذر از ایران با لباس مبدل و یادداشت‌های شورش هندوستان» 1 از این بنا نام برده‌است:
در ۱۴ مارس به کرات رسیدم. دژی کوچک ولی مستحکم در سرحد بخش خواف. در ۲۲ مایلی خواف و در طول گذرگاه کرات و در تپه‌های باخرز. هفده مایل بالاتر، همه جویبارها به سمت خواف جریان دارد، ولی ورای آن به هریرود یا رود هرات می‌ریزند. در نزدیکی کرات اولین چیزی که به چشم می‌رسد میل (mille?) کرات است. مناره‌ای سربه‌فلک‌کشیده که به صورت قابل توجهی از خط قائم مایل شده‌است، هم‌چون برج پیزا. نزدیک مناره بقایای آواری است که در زمانی احتمالاً شهری بزرگ بوده‌است.
سون هدین در سال ۱۹۰۶ م. (۱۲۸۵ ش) از این بنا دیدن کرده‌است. او در کتاب خود دربارهٔ این بازدید نوشته‌است: «منارهٔ قدیمی هم [با نقشهای زیبا و کتیبه‌ای با خط کوفی] در اینجا قرار دارد. این مناره از آجر ساخته‌شده‌است و در حدود ۴۰ متر ارتفاع دارد. چون چندی پیش قسمتی از پلکان مارپیچی مناره خراب‌شده بود، متأسفانه بالا رفتن از مناره ممکن نبود.»
آلفونس گابریل هم در سال ۱۹۲۸ م. (۱۳۰۷ ش) از این میل دیدن کرده‌است. او نیز در این مورد نوشته‌است: «این مناره ظاهراً از سدهٔ یازدهم و دوازدهم میلادی (پنجم و ششم هجری) است و به‌این‌ترتیب به هنگام عبور مارکوپولو از کوهستان (قهستان) وجود داشته‌است.